# Hans Joas
Hans Joas (né le 27 novembre 1948 à Munich) est un sociologue allemand. Il est professeur de sociologie des religions à l'université Humboldt de Berlin. Depuis 2000, il enseigne également à l'université de Chicago.

## Biographie
Spécialiste du pragmatisme américain, il a contribué à faire connaître ce courant en Allemagne (à la suite notamment de Jürgen Habermas et Axel Honneth) et à en montrer l'intérêt pour la réflexion sur la société contemporaine. Il est l'auteur d'une monographie qui fait autorité sur George Herbert Mead (Suhrkamp, 1980, rééd. 1989).
Il dirige le Max-Weber-Kolleg für kultur- und sozialwissenschaftliche Studien (« Centre Max Weber pour les hautes études en études sociales et culturelles ») de l'université d'Erfurt et il occupe le poste de vice-président de l'Association internationale de sociologie.

## Publications
- Die gegenwärtige Lage der soziologischen Rollentheorie, Frankfurt, Athenäum, 1973.
- Praktische Intersubjektivität. Die Entwicklung des Werks von George Herbert Mead, Frankfurt, Suhrkamp, 1980 ; traduction française : G. H. Mead. Une réévaluation de sa pensée, Paris, Economica, 2007.
- avec Axel Honneth, Soziales Handeln und menschliche Natur. Anthropologische Grundlagen der Sozialwissenschaften, Frankfurt, Campus, Studium-Reihe, 1980.
- avec Michael Bochow, Wissenschaft und Karriere. Frankfurt, Campus, 1987.
- Pragmatismus und Gesellschaftstheorie. Frankfurt, Suhrkamp, 1992.
- Die Kreativität des Handelns, Frankfurt, Suhrkamp, 1992 ; traduction française : La Créativité de l'agir, traduit de l'allemand par Pierre Rusch, préface par Alain Touraine, Paris, Les Éditions du Cerf, coll. Passages, 1999  (ISBN 2-204-06300-2)
- Die Entstehung der Werte, Frankfurt, Suhrkamp, 1997 ; traduction française : Comment naissent les valeurs, Paris, Calmann-Lévy, 2023.
- Kriege und Werte. Studien zur Gewaltgeschichte des 20. Jahrhunderts, Weilerswist, Velbrueck, 2000.
- avec Wolfgang Knöbl, Sozialtheorie. Zwanzig einführende Vorlesungen, Frankfurt, Suhrkamp, 2004.
- Braucht der Mensch Religion? Über Erfahrungen der Selbsttranszendenz, Freiburg, Herder, 2004.
- Les Pouvoirs du sacré : une alternative au récit du désenchantement [« Die Macht des Heiligen. Eine Alternative zur Geschichte von der Entzauberung »]  (trad. Jean-Marc Tétaz), Seuil, 2020, 448 p. (ISBN 978-2021404548)

- La Foi comme option. Possibilités d’avenir du christianisme [Glaube als Option: Zukunftsmöglichkeiten des Christentums, Herder, Freiburg/Br. 2012], Paris, Salvator, 2020.